# Dżibuti na Mistrzostwach Świata w Lekkoatletyce 2023
Dżibuti na Mistrzostwach Świata w Lekkoatletyce 2023 – reprezentacja Dżibuti podczas mistrzostw świata w Budapeszcie liczyła trzech zawodników.

## Skład reprezentacji

### Mężczyźni
| Zawodnik       | Konkurencja    | Eliminacje | Eliminacje | Finał    | Finał   | Źródło      |
| Zawodnik       | Konkurencja    | Wynik      | Pozycja    | Wynik    | Pozycja | Źródło      |
| -------------- | -------------- | ---------- | ---------- | -------- | ------- | ----------- |
| Mohamed Ismail | Bieg na 5000 m | 13:33,51   | 6. Q       | 13:23,89 | 11.     | [ 1 ] [ 2 ] |
| Ibrahim Hassan | maraton        | —          | —          | DNF      | DNF     | [ 3 ]       |
| Hassan Waiss   | maraton        | —          | —          | DNF      | DNF     | [ 3 ]       |